# Urlín Cangá
Urlín Bautista Cangá Quinteros (Guayaquil, 29 agosto 1959) è un ex calciatore ecuadoriano, di ruolo difensore.

## Carriera

### Club
Ha sempre giocato nel campionato ecuadoriano.

### Nazionale
Con la maglia della Nazionale ha partecipato alla Copa América nel 1987.